# Kazuhiro Nakamura
Kazuhiro Nakamura (中村和裕, nacido el 21 de febrero de 1979) es un artista marcial mixto japonés compitiendo en la categoría de peso medio. Su estilo principal es el judo, en la que ostenta un cinturón negro tercer dan bajo Hidehiko Yoshida. Nakamura pelea con el equipo de Yoshida Dojo y ha competido anteriormente en PRIDE Fighting Championships, Ultimate Fighting Championship y Sengoku Raiden Championship.

## Carrera de artes marciales mixtas

### PRIDE Fighting Championships
Nakamura hizo su debut en MMA en PRIDE 25 contra Antônio Rogério Nogueira, perdiendo por sumisión en la segunda ronda. Él también perdió en la revancha con Nogueira en PRIDE Bushido 4. Su carrera en PRIDE se caracterizó por sus combates contra muchos de los mejores luchadores de PRIDE, Wanderlei Silva, Maurício Rua, Dan Henderson y Josh Barnett. Su última pelea en PRIDE fue una derrota por decisión ante Maurício Rua en PRIDE Shockwave 2006.

### Ultimate Fighting Championship
Nakamura hizo su debut en UFC 76 contra Lyoto Machida, perdiendo la pelea por decisión unánime. 
Su próxima pelea en UFC fue una derrota por TKO (lesión) con Rameau Sokoudjou en UFC 84. Tras su derrota, Nakamura fue despedido por la promoción.

## Campeonatos y logros
- Deep
  - Campeón de Peso Medio (Una vez, actual)

- Sengoku
  - Semifinalista del Grand Prix 2008 Sengoku de Peso Medio

## Récord en artes marciales mixtas
| Récord profesional | Récord profesional | Récord profesional |
| 34 peleas          | 21 victorias       | 13 derrotas        |
| ------------------ | ------------------ | ------------------ |
| Nocaut             | 5                  | 4                  |
| Sumisión           | 3                  | 3                  |
| Decisión           | 13                 | 6                  |

| Resultado | Récord | Oponente                 | Método                              | Evento                                 | Fecha                    | Ronda | Tiempo | Localización        | Notas                                                      |
| --------- | ------ | ------------------------ | ----------------------------------- | -------------------------------------- | ------------------------ | ----- | ------ | ------------------- | ---------------------------------------------------------- |
| Derrota   | 21–13  | Yoshiyuki Nakanishi      | Decisión (unánime)                  | Deep: 70 Impact                        | 21 de diciembre de 2014  | 3     | 5:00   | Tokio               |                                                            |
| Victoria  | 21–12  | Seigo Mizuguchi          | TKO (parada del equipo)             | Deep: Cage Impact 2014                 | 21 de julio de 2014      | 2     | 3:25   | Tokio               |                                                            |
| Derrota   | 20–12  | Ken Hasegawa             | Decisión (mayoritaria)              | Deep: 65 Impact                        | 22 de marzo de 2014      | 3     | 5:00   | Tokio               | Por el Campeonato DEEP Megaton.                            |
| Victoria  | 20–11  | Yuji Sakuragi            | Sumisión (arm-triangle choke)       | Deep: Cage Impact 2013                 | 24 de noviembre de 2013  | 1     | 1:30   | Tokio               |                                                            |
| Victoria  | 19–11  | Henry Miller             | KO (golpe)                          | Deep: 63 Impact                        | 25 de agosto de 2013     | 1     | 1:30   | Tokio               |                                                            |
| Victoria  | 18–11  | Daijiro Matsui           | KO (rodillazo y golpes)             | Deep: King Kaz Fight in Fukuyama       | 30 de junio de 2013      | 1     | 1:30   | Hiroshima           |                                                            |
| Victoria  | 17–11  | Young Choi               | Decisión (unánime)                  | Deep: 61 Impact                        | 16 de febrero de 2013    | 3     | 5:00   | Tokio               | Ganó el Campeonato vacante de Peso Medio de DEEP.          |
| Victoria  | 16–11  | Ryuta Sakurai            | Decisión (mayoritaria)              | Deep: 60 Impact                        | 19 de octubre de 2012    | 3     | 5:00   | Tokio               |                                                            |
| Derrota   | 15–11  | Gerald Harris            | Decisión (dividida)                 | DREAM 17                               | 24 de septiembre de 2011 | 3     | 5:00   | Saitama             |                                                            |
| Victoria  | 15–10  | Karl Amoussou            | Decisión (unánime)                  | DREAM 15                               | 10 de julio de 2010      | 2     | 5:00   | Saitama             |                                                            |
| Victoria  | 14–10  | Hidehiko Yoshida         | Decisión (unánime)                  | Astra: Yoshida's Farewell              | 25 de abril de 2010      | 3     | 5:00   | Tokio               |                                                            |
| Derrota   | 13–10  | Kazuo Misaki             | Sumisión técnica (guillotine choke) | World Victory Road Presents: Sengoku 9 | 2 de agosto de 2009      | 1     | 3:03   | Saitama             |                                                            |
| Derrota   | 13–9   | Jorge Santiago           | TKO (golpes)                        | World Victory Road Presents: Sengoku 6 | 1 de noviembre de 2008   | 3     | 0:49   | Saitama             | Sengoku 2008 Grand Prix de Peso Medio (Final).             |
| Victoria  | 13–8   | Yuki Sasaki              | Decisión (unánime)                  | World Victory Road Presents: Sengoku 6 | 1 de noviembre de 2008   | 3     | 5:00   | Saitama             | Sengoku 2008 Grand Prix de Peso Medio (Semifinal).         |
| Victoria  | 12–8   | Paul Cahoon              | Decisión (unánime)                  | World Victory Road Presents: Sengoku 5 | 28 de septiembre de 2008 | 3     | 5:00   | Tokio               | Sengoku 2008 Grand Prix de Peso Medio (Ronda de Apertura). |
| Derrota   | 11–8   | Rameau Sokoudjou         | TKO (lesión en la pierna)           | UFC 84                                 | 24 de mayo de 2008       | 1     | 5:00   | Las Vegas, Nevada   |                                                            |
| Derrota   | 11–7   | Lyoto Machida            | Decisión (unánime)                  | UFC 76                                 | 22 de septiembre de 2007 | 3     | 5:00   | Anaheim, California |                                                            |
| Derrota   | 11–6   | Maurício Rua             | Decisión (unánime)                  | PRIDE Shockwave 2006                   | 31 de diciembre de 2006  | 3     | 5:00   | Saitama             |                                                            |
| Victoria  | 11–5   | Travis Galbraith         | TKO (rodillazo y golpes)            | PRIDE 32                               | 21 de octubre de 2006    | 2     | 1:16   | Las Vegas, Nevada   |                                                            |
| Victoria  | 10–5   | Yoshihiro Nakao          | Decisión (unánime)                  | PRIDE Final Conflict Absolute          | 10 de septiembre de 2006 | 3     | 5:00   | Saitama             |                                                            |
| Victoria  | 9–5    | Evangelista Santos       | Sumisión (keylock)                  | PRIDE Critical Countdown Absolute      | 1 de julio de 2006       | 1     | 4:49   | Saitama             |                                                            |
| Derrota   | 8–5    | Josh Barnett             | Sumisión (rear-naked choke)         | PRIDE 31                               | 26 de febrero de 2006    | 1     | 8:10   | Saitama             | Pelea de Peso Pesado.                                      |
| Victoria  | 8–4    | Yuki Kondo               | Decisión (unánime)                  | PRIDE Shockwave 2005                   | 31 de diciembre de 2005  | 3     | 5:00   | Saitama             |                                                            |
| Victoria  | 7–4    | Igor Vovchanchyn         | Decisión (unánime)                  | PRIDE Final Conflict 2005              | 28 de agosto de 2005     | 2     | 5:00   | Saitama             |                                                            |
| Derrota   | 6–4    | Wanderlei Silva          | TKO (golpes)                        | PRIDE Critical Countdown 2005          | 26 de junio de 2005      | 1     | 5:24   | Saitama             | PRIDE 2005 Grand Prix de Peso Medio (cuartos de final).    |
| Victoria  | 6–3    | Kevin Randleman          | Decisión (unánime)                  | PRIDE Total Elimination 2005           | 23 de abril de 2005      | 3     | 5:00   | Osaka               | PRIDE 2005 Grand Prix de Peso Medio (Ronda de Apertura).   |
| Victoria  | 5–3    | Stefan Leko              | TKO (golpes)                        | PRIDE 29                               | 20 de febrero de 2005    | 1     | 0:54   | Saitama             |                                                            |
| Derrota   | 4–3    | Dan Henderson            | TKO (lesión en el hombro)           | PRIDE 28                               | 31 de octubre de 2004    | 1     | 1:15   | Saitama             |                                                            |
| Victoria  | 4–2    | Murilo Bustamante        | Decisión (unánime)                  | PRIDE Final Conflict 2004              | 15 de agosto de 2004     | 3     | 5:00   | Saitama             |                                                            |
| Derrota   | 3–2    | Antônio Rogério Nogueira | Decisión (dividida)                 | PRIDE Bushido 4                        | 19 de julio de 2004      | 2     | 5:00   | Nagoya              |                                                            |
| Victoria  | 3–1    | Chalid Arrab             | Sumisión (armbar)                   | PRIDE Bushido 3                        | 23 de mayo de 2004       | 1     | 4:45   | Yokohama            |                                                            |
| Victoria  | 2–1    | Dos Caras, Jr.           | Decisión (unánime)                  | PRIDE 27                               | 1 de febrero de 2004     | 3     | 5:00   | Osaka               |                                                            |
| Victoria  | 1–1    | Daniel Gracie            | Decisión (unánime)                  | PRIDE Bushido 1                        | 5 de octubre de 2003     | 2     | 5:00   | Saitama             |                                                            |
| Derrota   | 0–1    | Antônio Rogério Nogueira | Sumisión (armbar)                   | PRIDE 25                               | 16 de marzo de 2003      | 2     | 3:49   | Yokohama            |                                                            |